# Mekaniska sjumilastövlar
De mekaniska sjumilastövlarna är en patenterad rysk uppfinning för att underlätta gång. "Stövlarna", som egentligen är en mekanisk konstruktion som spännes fast runt till exempel ett par kängor, drivs med var sin förbränningsmotor. En stöt med kraften riktad mot marken ger vid varje nedtramp ett energitillskott som gör att hastigheten för normal gång blir ungefär 17 km/h. Toppfarten ligger runt 35 km/h för den som lärt sig behärska tekniken. Bränsleförbrukningen uppges ligga på ungefär 4 centiliter per mil. De mekaniska sjumilastövlarna började utvecklas på sextiotalet för röda armén men utvecklingsarbetet lades ned. Det återupptogs år 2000 av forskare på universitetet i staden Ufa med sikte på både den civila och militära marknaden.